# Warrenova čaša
Warrenova čaša je antična rimska srebrna čaša za pitje, okrašena v reliefom, z dvema slikama moških istospolnih dejanj. Britanski muzej jo je kupil za 1,8 milijona funtov leta 1999, kar je bil takrat najdražji posamični nakup muzeja. Običajno je datiran v čas Julijsko-klavdijske rodbine (1. stoletje našega štetja).
Čaša je dobila ime po svojem prvem sodobnem lastniku Edwardu Perryju Warrenu , ki je znan po svoji umetniški zbirki, v kateri sta bila tudi Rodinov kip Poljub in Cranachova slika Adam in Eva.

## Metaforika
Predstavitve spolnih dejanj so v rimski umetnosti zelo razširjene, čeprav ohranjeni prizori moškega spola močno presegajo istospolne pare. Ni mogoče domnevati, da je bila homoerotska umetnost občasna, saj je sodobni zapis morda pristranski zaradi selektivnega uničenja ali ne objavljanja pederastičnih del v poznejšig obdobjih. Ilustrirane posode za pitje, pogosto v paru, so bile mišljene kot del pogovorov pri večerji . Rimske umetnine na lončenih posodah, steklu in stenskih poslikavah s predstavljenimi spolnimi dejanji so bile priljubljene in so jih morale videti vse skupine družbe. Rimljani niso imeli besede o homoseksualnosti in slike na Warrenovem pokalu dajejo pomemben vpogled v ta vidik njihove kulture.
Na eni strani Warrenove čaše sta upodobljena 'bradati moški' in 'mladostnik brez brade', ki se v počivalnem položaju ukvarjata z analnim seksom, pri čemer se mladostnik spušča s pomočjo traku ali pasu, da lahko penetrira. Fant gleda izza vrat. Zdi se, da se dve figuri preveč ne razlikujeta v starosti in sta podobne velikosti. Navidezna teža zgornje figure, ko se s pomočjo opore spušča na penis svojega ljubimca, ima to ne-tradicionalno pasivno vlogo. Uporaba pasu ali opore med seksom najdemo tudi v drugih grških in rimskih umetninah , podoben primer je Onesimosova erotična skodelica, kjer ženska v pričakovanju širi noge, medtem ko z levo roko drži za pas.
Na drugi strani je upodobljen še en prizor analnega seksa, med 'mladim' in čisto obritim 'mladeničem' in manjšo postavo z dolgimi lasmi, ki nakazuje, da je 'fant' ali 'mladostnik' (zdaj eromenos). Dečkova pričeska je značilna za puer deliktus (suženj otrok, ki ga je njegov gospodar zaradi njegove lepote izbral kot 'fantovsko igračo'), hlapca ali prinašalca oklepa. Rimska istospolna praksa se je razlikovala od Grkov, med katerimi je bila pederastija družbeno priznan odnos med samskimi svobodnjaki enakega družbenega statusa. Rimski moški pa so se lahko svobodno ukvarjali z istospolnimi odnosi brez zaznane izgube moškosti le, dokler niso prevzeli pomembne vloge in je bil njihov partner socialno manjvreden, kot je suženj ali moška prostitutka: paradigma 'prave' moške spolnosti je bila ena od osvajanj in prevlade. Obstajajo velike razlike med pederastičnimi prizori, ki jih najdemo na klasičnih grških vazah. Spolni akt je predstavljen v grafičnih podrobnostih in zdi se, da 'mladostnik brez brade' spodbuja k prodiranju in oprime roko njegovega ljubimca. V rimskih umetniških delih obstaja domneva, da je penetrirani mladostnik suženj ali prostitutka in na Warrenovem pokalu je predstavljena medsebojna nežnost.
Oba prizora prikazujeta draperiran tekstil v ozadju, pa tudi kitaro (ki se pojavlja kot enajststrunska lira, ki je pogosto simbol zabave in pitja ]) na nekdanjem prizorišču in avlos z odprtinami za prste. Ti skupaj s skrbnim razmejitvijo starosti in statusa ter venci, ki jih nosijo mladostniki, vse kažejo na kulturno, elitno, helenizirano okolje z glasbo in zabavo.
Aktivni partnerji v obeh seksualnih upodobitvah nosijo listne krone, ki so verjetno simbolično narejene iz mirte. Mirta je zimzelen grm, ki so ga gojili v rimskem obdobju za medicinske in obredne namene, kot so poroke in je posvečen Veneri, rimski boginji spolnosti in ljubezni. Ima manjši list kot pogosteje upodobljen lovor. Mirta je bila uporabljena za ustvarjanje corone ovalis, vojaške krone, ki je bila podeljena kot ovacija, vendar precej manjša nagrada kot insignis corona triumphalis, ena razlaga uporabe mirtinih kron na Warrenovi čaši, saj je vizualna kazen homoseksualne penetracije kot enostavno zmaga.

## Sodobno poreklo
Warren je čašo v Rimu kupil od prodajalca leta 1911 za 2000 funtov . Ti so jo kupili v Jeruzalemu in rekli, da so ga našli v bližini mesta v Battirju (starodavni Better), skupaj s kovanci cesarja Klavdija, verjetno zakopani med pretresi judovskega upora.
 Ne vemo zagotovo, toda meni se, da je bila Warrenova čaša zakopana v kraju Bittir, nekaj kilometrov jugozahodno od Jeruzalema. Kako je prišla do te lokacije je skrivnost, vendar lahko ugibamo. Izdelavo čaše lahko datiramo okoli leta 10. Približno 50 let pozneje je rimska okupacija Jeruzalema sprožila napetosti med vladarji in judovsko skupnostjo, leta 66 pa je napetost eksplodirala in Judje so mesto na silo zavzeli. Prišlo je do nasilnih spopadov in misli se, da je morda našo čašo takrat zakopal lastnik, ki je  bežal pred napadom. — Neil MacGregor, direktor Britanskega muzeja, A History of the World
Čaša je postala cenjen predmet v Warrenovi veliki umetniški zbirki, ki jo s prijatelji označuje kot 'Sveti gral'. Prva publikacija s čašo je bila leta 1921, ko je Gaston Vorberg objavil zvezek s 113 ploščami erotičnih umetnin iz antičnih predmetov. Fotografije prikazujejo čašo v neočiščenem stanju. Čaša je bila vključena v Warrenovo knjigo A defence of Uranian Love, ki je bila prvič objavljena leta 1928 pod njegovim psevdonimom Arthur Lyon Raile.
Po Warrenovi smrti leta 1928 je čaša postala del dedovanja Asa Thomasa, Warrenovega sekretarja in morebitnega poslovnega partnerja. Leta 1929 je bila del dražbe vsebine hiše Lewes, vendar je niso uspeli prodati in je ostala skrita na Thomasovem podstrešju. Čaša je bila poslana na čiščenje po dražbi hiše Lewes House, fotografije, posnete s čašo leta 1931, pa kažejo, da je bila očiščena pred tem letom.
Novembra 1952 je Harold W. Parsons, umetnostni zgodovinar in eden od Warrenovih prejšnjih spremljevalcev, prevzel odgovornost za prodajo čaše in se obrnil na newyorškega zbiralca Walterja Bakerja, vendar se je Baker obotavljal. Februarja 1953 jo je Thomas poslal Walterju Bakerju, vendar je ameriška carina škatlico zasegla in od Washingtona zahtevala odločitev ali jo priznati ali prepovedati kot pornografijo. Na tej podlagi so ji zavrnili vstop v ZDA in trajalo je do vrnitve v Združeno kraljestvo do oktobra 1954, do takrat pa je Thomas umrl. Po tem dogodku so jo številni muzeji zavrnili. Thomasova vdova je čašo prodala prodajalcu Johnu K. Hewettu. Hewett je čašo ponudil Denysu Haynesu, skrbniku grškega in rimskega oddelka v Britanskem muzeju, ki je nato poiskal mnenje pri svojem prijatelju lordu Crawfordu, skrbniku muzeja. Vendar odločitev ni šla dalje, saj so mislili, da nikoli ne bodo prepričali skrbnikov muzeja, ki mu je predsedoval nadškof v Canterburyju.
Leta 1966 je bila čaša na voljo za 6000 funtov, zasebni zbiratelj pa jo je kupil v tujini.
Leta 1998 so jo odstranili iz Metropolitanskega muzeja umetnosti in jo prodali britanskemu zasebnemu zbiralcu. Sedanji lastnik, Britanski muzej, jo je leta 1999 kupil za 1,8 milijona funtov s sredstvi, ki so jih zagotovili Sklad za zapuščinsko loterijo, Nacionalni sklad za umetniške zbirke in Britanski muzejski prijatelji, da bi preprečili njen ponoven odhod v tujino. To je bil takrat najdražji posamezen predmet, ki ga je Britanski muzej pridobil in velikokrat cena, po kateri so mu jo ponudili v 1950-ih letih 20. stoletja.

## Datacija in pristnost
John Clarke, profesor likovne umetnosti na Teksaški univerzi v Austinu, je približal datiranje čaše s podobno oblikovanimi predmeti, ki jih najdemo v Pompejih, zaradi pomanjkanja arheološkega konteksta.
Dyfri Williams, prej kustos grške in rimske antike v Britanskem muzeju, je čašo postavil v leto 5–15. Williams je opredelil več dejavnikov, ki podpirajo to datiranje. Čista 95-odstotna zlitina srebra je skladna z drugimi znanimi rimskimi posodami iz srebra, pri čemer je srebro iz poznejših obdobij precej večje čistosti. Razpoke v čaši obdržijo kemične korozijske proizvode, ki so simptomatsko stare, vendar so bile v 20. stoletju dvakrat očiščene. Analiza EDX je pokazala, da je korozija predstavljala srebrni klorid. Naknadna testiranja notranjega cizeliranja in hrbtne strani obloge, kar ni bilo očiščeno leta 2015, so odkrila veliko korozijo srebrovega klorida. Dekorativni slog in oblika imata tesno vzporednico s številnimi drugimi posodami tega obdobja, kot so kantar Chrysa Trojanskega in tesno ujemajoče se figure golih moških na Hobyjevem skifosu, odkritih desetletje po tem, ko je bila Warrenova čaša prvič opisana.
Leta 2008 in 2013 je Maria Teresa Marabini Moevs na ikonografskih razlogih trdila, da je Warrenova čaša sodoben ponaredek, izdelan okoli leta 1900, da bi zadovoljila okuse Edwarda Perryja Warrena, ljubiteljskega zbiratelja, ki je artefakt predstavil svetu. Tudi Luca Giuliani, profesor klasične arheologije na Humboldtovi univerzi, je sprva po ikonografskih razlogih trdil, da je Warrenova čaša verjetno ponaredek 20. stoletja. Vendar je pozneje ugotovil, da dokazi o veliki koroziji srebrovega klorida dokončno potrjujejo pristnost čaše.

## Izdelava in stanje
Warrenova čaša je ocenjeno iz 95 % čistega srebra z nekaj bakra in sledov svinca in zlata. Narejena je bila v petih sklopih:
1. glavna skleda, ki je bila od znotraj tanko obrezana in pozneje dokončana, da bi ustvarili figure v reliefnem stanju;
2. ločena navadna notranja posoda iz debelejše plošče srebra, da bo čaša lažja za uporabo in čiščenje;
3. podstavek iz trdnega srebra;
4. ulita noga, prilepljena na podlago;
5. dva ročaja, ki zdaj manjkata

Čaša je jedkana in brazgotinasta zaradi učinka jedkih čistilnih usedlin; vendar so ostanki srebrovega klorida in črnega srebrovega sulfida ohranjeni v razpokah. Iz oboda se vrti razpoka, okoli ene figure fanta na eni strani. Podstavek je izkrivljen in zlomljen, če je podstavek potisnjen navzgor, čaša se nagne pod kotom. Škoda na podstavku je bila storjena v sodobnem času, verjetno pri čiščenju v 20. stoletju. Noga je bila v sodobnem času spajkana nazaj na čašo. Menijo, da je bila čaša v sodobnem času dvakrat oblikovana zaradi ostankov mavca in silikonske gume, ki so jih našli v razpokah.

## Zgodovina razstav
V 1920-ih je Warren posodil čašo muzeju Martina von Wagnerja v Würzburgu.
V letih od 1985 do 1991 je bila Warrenova čaša posojena in razstavljena v Antikenmuseum Basel und Sammlung Ludwig, Basel. Od leta 1992 do 1998 je bila čaša na ogled v Metropolitanskem muzeju umetnosti v New Yorku kot anonimno posojilo.
Od 11. maja do 2. julija 2006 je bila soba 3 namenjena razstavi v Britanskem muzeju z naslovom  Warrenova čaša: spol in družba v antični Grčiji in Rimu.
 Ta fantastični predmet smo želeli pokazati v kontekstu, v katerem bi se lahko vprašali, koliko razumemo o odnosu do spolnosti, ko je bil narejen. Ti predmeti se nam zdaj zdijo izredni, vendar je bilo veliko predmetov v skupni rabi in stenskih poslikav in mozaikov v kopališčih in v zasebnih hišah, ki kažejo zelo podobne posnetke. — Dyfri Williams, British Museum Keeper
Od decembra 2006 do januarja 2007 je bil razstavljen v Yorkshire Museumu. Warrenova čaša je 36. predmet v Zgodovina sveta v 100 predmetih, BBC Radio serija 4, ki je bila prvič predvajana leta 2010. Leta 2011 (januar do april) so jo Univerzi v Nottinghamu posodili za razstavo v galeriji Weston z naslovom Rimska seksualnost: slike, miti in pomeni.
Čaša je bila leta 2012 razstavljena v Mestnem muzeju in umetniški galeriji Plymouth na LGBT razstavi Ponos v preteklost.
Razstava na otoku Wight na temo Rimska seksualnost: slike, miti in pomeni je predstavila pokal februarja do julija 2014 v Bradingovi rimski vili.

## Replike
Zaradi zanimanja za čašo, so za Johna Beazleyja naredili repliko. Replika je bila podarjena Ashmolovemu muzeju v Oxfordu kot del Beazleyjevega darila leta 1966. Replika je postala pomemben del razstave v muzeju leta 1985.
Obstaja šest znanih replik Warrenovec čaše. Aprila 2014 je bil ukraden izvod v lasti anonimnega zasebnega zbiralca v Cape Townu v Južni Afriki.